# Port Łódź
Port Łódź – centrum handlowo-usługowo-rozrywkowe w Łodzi.
Port Łódź znajduje się w południowo-zachodniej części w miasta, na terenie dawnej dzielnicy Górna, przy ulicach Pabianickiej 245 i Chocianowickiej, obok nowo wybudowanej krańcówki tramwajowej „IKEA”. Jest jednym z największych centrów handlowo-usługowo-rozrywkowych w Europie i trzecim co do wielkości w Polsce (większe są Bielany we Wrocławiu i łódzka Manufaktura).
Otwarcie nastąpiło 25 marca 2010, po niespełna 15 miesiącach budowy. Powierzchnia Portu wynosi 127 tys. m².

## Sklepy i inne obiekty
W Porcie Łódź znajduje się drugi co do wielkości (po wrocławskim) sklep „IKEA” w Polsce, mieszczący się na 33 tys. m² powierzchni. Dla odwiedzających przygotowano 7500 m² i obiektów rekreacyjnych i 5100 miejsc parkingowych w tym 3000 miejsc na parkingu podziemnym.

## Atrakcje

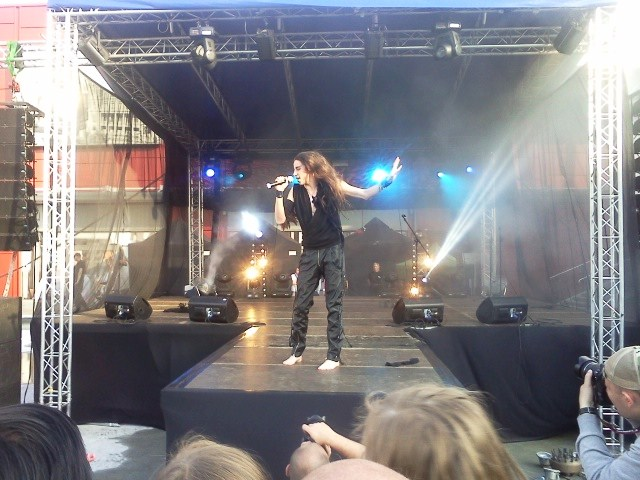
Koncert „X Factor” w Porcie Łódź

- Zarząd Portu Łódź organizuje imprezy (pokazy mody, konkursy, itd.) w celu przyciągnięcia klientów. Obiekt położony jest daleko od centrum Łodzi, więc owe wydarzenia mają zapewnioną dużą reklamę (billboardy itd.) w centrum miasta.
- W centrum Portu Łódź znajduje się patio, gdzie można spędzić czas na świeżym powietrzu. Jest także plac zabaw dla dzieci.
- Dostępny jest Port Łódź Junior, miejsce (rodzaj „figloraju”), gdzie rodzice mogą zostawić swoje pociechy. Port Łódź Junior jest bezpłatny.